# Paper Mario (jogo eletrônico)
Paper Mario é um RPG eletrônico desenvolvido pela Intelligent Systems e publicado pela Nintendo para o Nintendo 64, sendo lançado em 2000 no Japão e internacionalmente em 2001, sendo Paper Mario relançado oficialmente para o console virtual do Nintendo Wii em Julho de 2007, para o Virtual Console do Wii U em abril de 2015 e finalmente para o Nintendo Switch Online dezembro de 2021. O jogo é o primeiro da Série Paper Mario, combinando elementos de RPG com conceitos e recursos da série Mario.
Originalmente a Square, atual Square Enix, iria desenvolver o título (assim como havia feito com Super Mario RPG, jogo de proposta muito similar), porém a equipe estava ocupada com o desenvolvimento de Final Fantasy VII, sendo então proposto seu desenvolvimento pela Intelligent Systems. O jogo recebeu críticas majoritariamente positivas, tendo sendo nomeado em 63º lugar no ranking de "Top 200 Jogos" da revista Nintendo Power, em 2006. O jogo tem como sequência da série Paper Mario: The Thousand Year-Door, lançado em 2004 para o GameCube.

## Jogabilidade
Paper Mario combina elementos tradicionais de RPG com conceitos e características da franquia Mario. Durante a maior parte do jogo, o jogador controla o Mario, que pode pular e usar seu martelo para superar obstáculos físicos no overworld do jogo. Diversos quebra-cabeças e limitações do jogo são baseados nas habilidades dos parceiros de Mario, cada um com uma habilidade especializada necessária para progredir no jogo. O jogador acumula parceiros à medida que avança em diferentes locais; apenas um parceiro pode acompanhar Mario no mundo do jogo, embora o jogador possa trocá-los a qualquer momento.
Esses personagens também auxiliam Mario nas batalhas por turnos do jogo, em que o dano causados a eles resulta em paralisia temporária, já que os personagens não têm estatísticas individuais de pontos de vida (HP). Os ataques no jogo são semelhantes aos de RPGs tradicionais, embora o jogador possa influenciar a potência de um movimento ao atacar ou se defender, apertando um botão num momento preciso ou executando algum outro comando de ação conforme necessário. Mario e seus parceiros têm uma capacidade finita de realizar movimentos especiais, sendo que cada um deles consome um número específico de pontos de flor (FP) ao ser executado. Essas estatísticas podem ser aumentadas ao ganhar Pontos de Estrela (pontos de experiência) em combate para subir de nível. Também há um medidor na tela para exibir Energia Estelar, necessária para realizar outro tipo de movimento que se acumula à medida que o jogador avança no jogo. O jogador pode encontrar melhorias de batalha escondidas no overworld do jogo, que pode ser utilizado para subir o estatuto de um dos personagem parceiro.
A progressão em Paper Mario depende da interação com os personagens não jogáveis (NPCs) do jogo, que frequentemente oferecem pistas ou detalham o próximo evento na história. Como em outros RPGs, o jogador pode encontrar ou comprar itens de NPCs para ajudar dentro e fora das batalhas. Insígnias também podem ser obtidas, proporcionando bônus que variam desde movimentos adicionais até restauração gradual de saúde durante as batalhas; cada um consome um número definido de Pontos de Insígnia (BP), o que sisgnifica que Mario só pode equipar um número limitado de insígnias de cada vez. A Princesa Peach é uma personagem jogável em pontos específicos do jogo como parte de uma linha de missões recorrente. Os objetivos e ações de cada transição para Peach variam, embora a maioria seja baseada em furtividade.

## Desenvolvimento
Paper Mario foi desenvolvido pela Intelligent Systems. Shigeru Miyamoto atuou como produtor e prestou consultoria no projeto. Kumiko Takeda e Kaori Aoki escreveram o roteiro do jogo, enquanto Naohiko Aoyama foi o diretor de arte responsável pelo estilo gráfico característico do jogo. A Nintendo procurou a Square, que havia desenvolvido Super Mario RPG para o Super Nintendo, para desenvolver o jogo, mas eles recusaram a oferta devido ao trabalho em Final Fantasy VII. No lugar disso, a empresa contratou inicialmente a HAL Laboratory para escrever a história principal, antes que o desenvolvimento fosse entregue à Intelligent Systems para desenvolver o jogo.
O jogo foi inicialmente chamado de Super Mario RPG 2, sendo planejado para lançar para o 64DD, e foi revelado pela primeira vez na Nintendo Space World '97, uma feira profissional de jogos eletrônicos organizada pela Nintendo. No entanto, o desenvolvimento passou para o formato de cartucho. Aoyama se inspirou nos gráficos de PaRappa the Rapper, na animação por célula e no trabalho de Walt Disney e Looney Tunes para o estilo de arte. De acordo com o produtor Hiroyasu Sasano, o estilo distinto de papel da série para os gráficos dos personagens surgiu da crença de que os jogadores "poderiam estar se cansando" dos gráficos 3D gerados por computador vistos em consoles como o PlayStation, pois era difícil para os polígonos realçarem a "fofura" dos personagens. Miyamoto afirmou que o jogo estava sendo desenvolvido tendo em mente os jogadores amadores.
O jogo foi lançado em 11 de agosto de 2000 no Japão, 5 de fevereiro de 2001 na América do Norte e 5 de outubro na Europa. Posteriormente, o jogo foi lançado para o iQue Player em 2004. Paper Mario teve vários relançamentos para consoles da Nintendo posteriores: o Wii Virtual Console em julho de 2007, o Wii U Virtual Console em abril de 2015, e por meio do serviço Nintendo Switch Online em dezembro de 2021.

### Música
A trilha sonora do jogo foi lançada pela primeira vez no Japão em 21 de setembro de 2000, com o título original do jogo pela Enterbrain, e distribuída pela revista Famitsu. Ela foi lançada nos Estados Unidos alguns meses depois como um exclusivo da Nintendo Power com a ilustração da capa do jogo internacional. Incluía a música original do jogo, bem como efeitos sonoros, em 78 faixas em dois discos. Todas as composições do jogo foram escritas por Yuka Tsujiyoko, com um arranjo reprisado de temas anteriores do Super Mario por Koji Kondo. As outras músicas de eventos e efeitos sonoros do jogo foram compostas por Taishi Senda. A música do jogo recebeu, em sua maioria, críticas positivas, com Lucas M. Thomas, da IGN, descrevendo-a como "vividamente nomeada com melodias cativantes e expressivas e pistas de áudio cômicas".

## Recepção  e legado
Paper Mario recebeu aclamação crítica, alcançando uma pontuação de 93/100 no agregador de críticas Metacritic com base em 15 análises. O jogo foi o mais vendido no Japão na semana de seu lançamento, vendendo mais de 276 mil cópias, e o jogo mais vendido por duas semanas em outras regiões. Ele foi classificado como 141º no "Os 200 melhores videogames de seu tempo" da Electronic Gaming Monthly em fevereiro de 2006, o 63º melhor jogo feito em um sistema Nintendo na lista "Top 200 Jogos" da Nintendo Power e o 13º melhor jogo de Nintendo 64 de todos os tempos pela mesma revista. Atualmente, ocupa a sexta posição entre os jogos de Nintendo 64 com maior pontuação no Metacritic, o nono jogo mais bem avaliado de 2001 e o jogo de Nintendo 64 com a pontuação mais alta lançado naquele ano.
Matt Casamassina, da IGN, elogiou a acessibilidade do jogo, comentando que "serve como o jogo introdutório perfeito para qualquer pessoa que deseje explorar o gênero". No entanto, outros críticos reclamaram dos quebra-cabeças "ridiculamente fáceis" e dos chefes que exigiam uma "estratégia básica no máximo". O valor nostálgico do jogo foi aclamado, com os revisores observando a sensação de familiaridade com a série Mario presente nas configurações e personagens do jogo. O jogo frequentemente foi comparado ao título anterior de RPG do Mario, Super Mario RPG. Tom Bramwell, da Eurogamer, julgou que "Paper Mario é um jogo vastamente superior a SMRPG", enquanto a IGN comparou desfavoravelmente a trama simples do jogo com o jogo de SNES, e a RPGFan afirmou que parte da história de Paper Mario foi copiada dele. A RPGFan também questionou o nome Paper Mario, pois, em sua opinião, havia características ou aspectos de jogabilidade insuficientes que justificassem o tema de papel para o nome.
Críticos elogiaram a fusão de elementos de RPG e plataforma no jogo. O GameSpot fez a observação que o sistema de batalha era "emocionante e um tanto estratégico", que exige que o jogador explore os pontos fracos dos inimigos. As características de comando de ação "refrescantes" foram especialmente elogiadas por adicionar originalidade a uma fórmula de batalha presente em muitos jogos do mesmo gênero. A IGN afirmou que o jogo era "o melhor RPG para o Nintendo 64", chamando-o de "fantasticamente profundo, intuitivamente projetado e maravilhosamente recompensador". No entanto, o design dos inimigos em si foi lamentado por ser "brega e genérico", com exceções notáveis para alguns dos chefes originais de Paper Mario. A Eurogamer observou como "entre os vários personagens que você encontra, nenhum é menos importante do que qualquer outro", elogiando os personagens parceiros e seus quebra-cabeças relacionados. O GameSpot elogiou o uso de humor e missões secundárias no jogo, com referências ao controle da Peach em particular.
A reação aos visuais do jogo foi geralmente positiva. A IGN observou alguns efeitos visuais baseados em papel, como quando Mario se dobra para dormir, mas reclamou sobre zooms nos personagens, que revelavam "uma massa pixelada de cores". Embora os revisores afirmassem que o estilo gráfico inovador era inicialmente confuso, a maioria acabou acolhendo o estilo, com o GameSpot afirmando que estava "extremamente bem feito". A parte sonora também foi amplamente elogiada, embora os revisores tenham criticado a falta de dublagem e efeitos sonoros específicos dos personagens. A RPGFan foi particularmente crítica em relação à "música genérica de preenchimento" do jogo, apesar de apreciar o uso de várias músicas simultaneamente.
Chester Barber revisou a versão do jogo para o Nintendo 64 para a Next Generation, atribuindo-lhe a classificação de cinco estrelas em cinco, e afirmou que "Um dos melhores RPGs de todos os tempos e definitivamente o melhor RPG disponível para o Nintendo 64. Mesmo que você só tenha comprado jogos para sistemas mais recentes, este é um item obrigatório." O GameSpot nomeou Paper Mario como o melhor jogo do Nintendo 64 de 2001. Foi um dos finalistas para o prêmio anual de "Melhor Jogo de RPG" entre jogos de console, que foi concedido a Final Fantasy X. Durante o 5º Annual Interactive Achievement Awards, Paper Mario foi indicado para o prêmio de "Jogo de RPG de Console" pela Academia de Artes & Ciências Interativas.
O jogo também foi muito bem recebido ao ser lançado para o Virtual Console, com Lucas M. Thomas, da IGN, afirmando que "ele se saiu muito bem mesmo quando colocado em contexto em comparação com suas sequências da era do GameCube e Wii, e é um RPG, pelo amor de Deus". Paper Mario também se mostrou popular no Virtual Console, alcançando o status de "segundo jogo mais baixado" nos Estados Unidos em agosto de 2007.
Em 2023, entusiastas decomplilaram a ROM do jogo em código C legível por humanos, possibilitando uma versão não oficial para PC e mods.